# تافت هایتس (کالیفرنیا)
تافت هایتس (به انگلیسی: Taft Heights) یک منطقهٔ مسکونی در ایالات متحده آمریکا است که در شهرستان کرن، کالیفرنیا واقع شده‌است. تافت هایتس ۰٫۷۸۵ کیلومتر مربع مساحت و ۱٬۹۴۹ نفر جمعیت دارد و ۳۵۹ متر بالاتر از سطح دریا واقع شده‌است.